# آسیاب بادی‌های سیستان

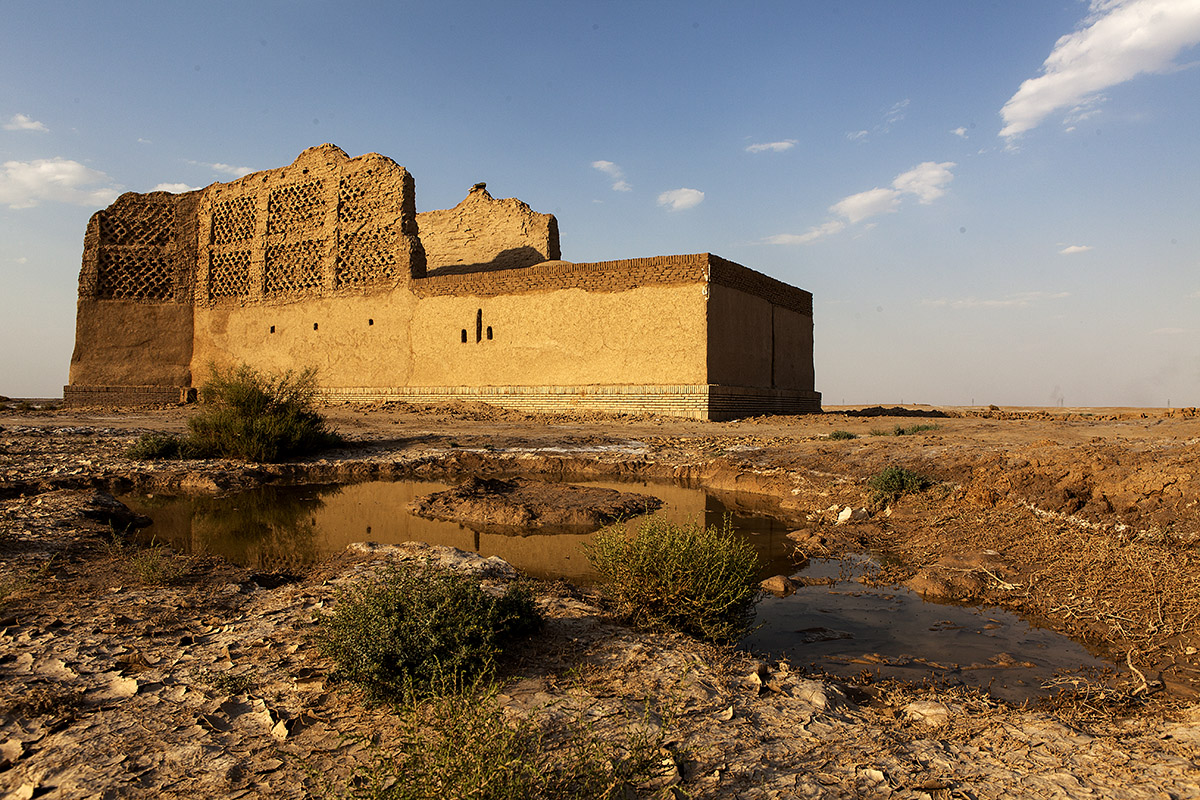

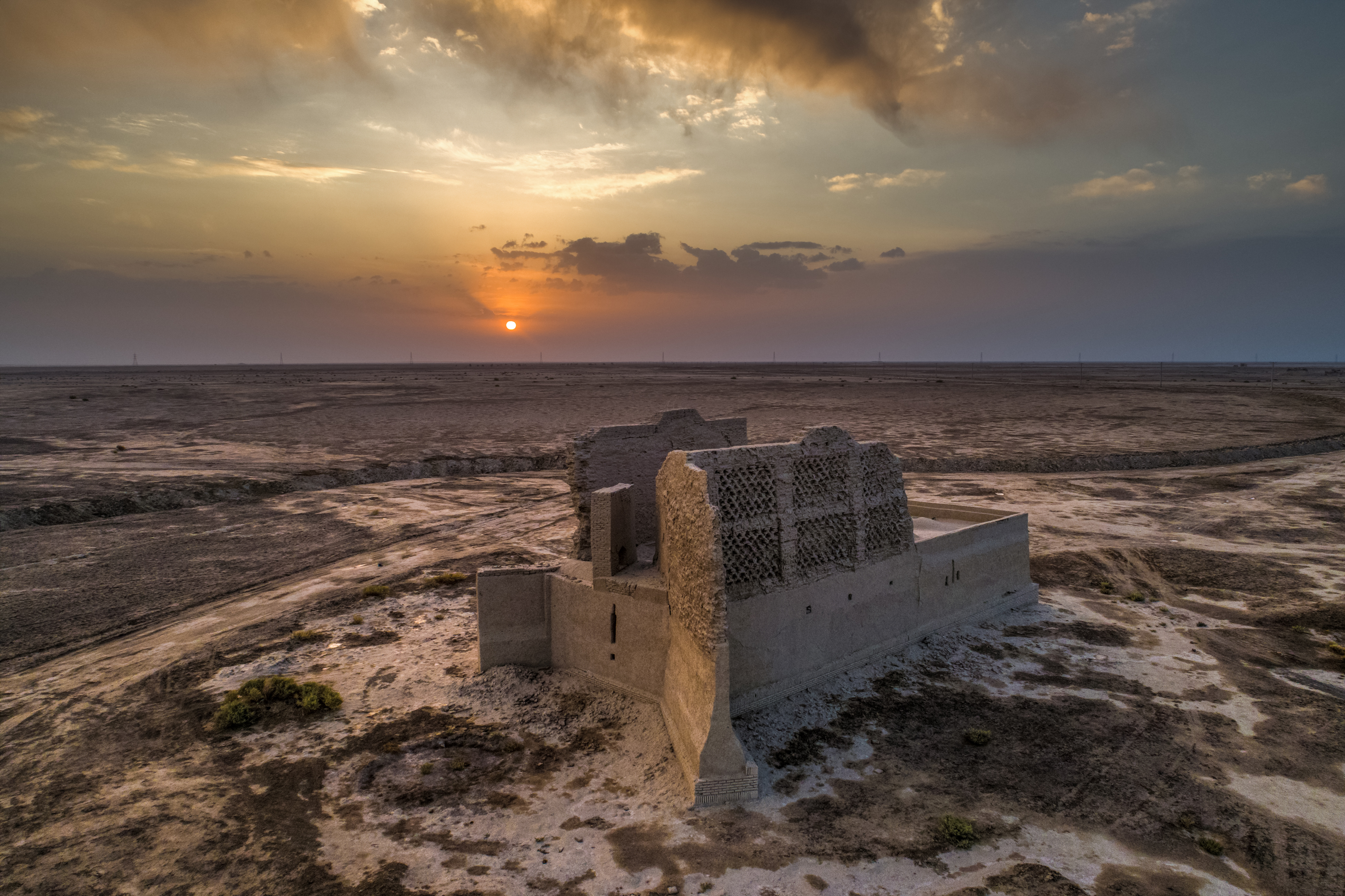
آسیاب بادی سیستان

گفته شده که بیش از سه هزار سال است که آسیاب‌ها در ایران زمین، به ویژه در ناحیه سیستان ساخته و استفاده شده‌است. اختراع آسیاب بادی در ناحیه سیستان ایران، نوعی از انطباق با شرایط ویژه مناطقی است که منابع آب کافی نداشته‌اند ولی در عوض بادخیز بوده‌اند. در مقابل، در مناطقی که دارای آب فراوان‌اند و می‌توان در آن‌جا انرژی موجود در آب را به کار گرفت، عمدتاً از آسیاب‌های آبی، یعنی آسیاب استفاده می‌شده‌است.
از شرح الدمشقی دربارهٔ آسیابهای بادی در سیستان چنین بر می‌آید که بین آن و آسیابهای امروزی تفاوتی وجود داشته‌است. تفاوت در این است که در آسیابهای باستانی، سنگ‌های آسیاب در بالای پره‌ها جای داشته‌است، درحالی‌که در آسیابهای قرون متأخر آسیاب‌خانه در زیر پره‌های آسیاب واقع است.
لازم است ذکر شود که آثار آسیابهای بادی در ایران امروز، کماکان در سیستان باقی است.

## تاریخ
مورخان متعددی که آثار آن‌ها خود مستند مورخان علم معاصر است، به وجود آسیابهای بادی در سیستان اشاره کرده‌اند. از جمله مسعودی (سده چهارم هجری) در مروج الذهب، در بارهی سرزمین آسیاب بادی می‌گوید: «سیستان دیار باد و ریگ است و همان شهر است که گویند باد آن‌جا آسیابها را می‌گرداند و آب را از چاه می‌کشد، باغ‌ها را سیراب می‌کند و در همه دنیا شهری نیست که بیشتر از آن‌جا از باد سود برد و خدا داناتر است»
یکی از هم‌زمانان جغرافیدان او به نام اصطخری، در حدود ۳۴۵ ه/۹۵۱ م، با تأیید این موضوع می‌گوید: «در آن‌جا بادهای قوی می‌وزد به طوری‌که به آن سبب، چرخ‌هایی که با باد می‌چرخند، ساخته شده‌است».
مقدسی در کتاب «احسن التقاسیم فی معرفة الاقالیم» که در سال ۳۷۵ ه‍.ق/۹۸۰ م. تألیف کرده‌است. در خصوص شگفتی‌های منطقه می‌نویسد: «آسیابهای بادی سگستان، پوشنگ دژ زارنج و خود آن شن‌زارها همه از شگفتی‌های بی‌شمارند.»
ابن حوقل دربارهٔ سیستان می‌نویسد: «در سیستان بادهایی سخت مداوم می‌وزد و به همین سبب در آن‌جا آسیابهای بادی برای آرد کردن گندم ساخته‌اند».
قزوینی جغرافی‌دان مشهور (مرگ ۶۸۲ هجری/۱۲۸۳ میلادی) در شرح خود دربارهٔ سیستان می‌نویسد: «در آن‌جا هرگز باد آرام نمی‌گیرد و با توجه به آن، آسیابهایی ساخته شده‌است که تمام خرد کردن ذرت با آن چرخ‌ها انجام می‌گیرد. آن‌جا سرزمین گرمی است و چرخ‌هایی که با باد کار می‌کنند»
در کتاب تاریخ سیستان آمده‌است: «اما آنچه که در ذات سیستان موجود است که در سایر شهرها نیست… دیگر آسیاب چرخ کنند تا باد بچرخاند و آرد کند و دیگر شهرها مقدر باید یا به دست آسیاب کنند و هم از این چرخ‌ها ساخته‌اند تا آب کشد از چاه به باغ‌ها و به زمین که از آن کشت کنند چه اگر آب تنگ باشد همچنین بسیار منفعت از باد گیرند»